# Маринич, Григорий Васильевич
Маринич Григорий Васильевич (укр. Григорій Васильович Маринич; 17 [29] ноября 1876, Гупаловка, Екатеринославская губерния — 11 апреля 1961, Днепропетровск) — советский и украинский актёр характерного плана и певец (тенор). Народный артист Украинской ССР (1943).
Выступал в труппах П. Саксаганского, И. Карпенко-Карого, в Театре Николая Садовского (1911—1914), в Днепропетровском музыкально-драматическом театре имени Тараса Шевченко.

## Биография
Родился 17 (29) ноября 1876 года в селе Гупаловка.
Рано оставшись без отца, был вынужден батрачить. В юношеские годы служил в Полтавском кадетском корпусе. Во время русско-японской войны воевал на фронте, откуда вернулся с серебряной Георгиевской медалью «За храбрость».
Любовь к песням и поэзии привели его на театральную сцену. Сначала он играл в любительских драматических кружках, а с 1906 года прошёл большую актёрскую школу в трупах корифеев театра Панаса Саксаганского и Ивана Карпенко-Карого.
В 1910 году выступал в труппе антрепренёра Т. Колесниченко.
В 1900-х годах участвовал в первых звукозаписях на патефонную пластинку украинских песен и декламаций (в том числе на слова Н. Л. Кропивницкого), в частности есть сведения о записи вокальных произведений Марка Лукича «За солнцем облачко плывет» и «Где ты бродишь, моя доле» в исполнении дуэта Григория Маринича (тенор) и Уколова (баритон).
В 1911—1914 годах выступал в Театре Николая Садовского.
В 1917—1918 — в Национальном образцовом театре.
В 1919 году — в Народном театре во главе с П. Саксаганским.
С 1920 года — в Украинском драматическом театре имени Т. Шевченко и Полтавском театре.
В 1921—1924 годах — в любительском театре в Курске.
В 1925—1957 годах — актёр Днепропетровского музыкально-драматического театра имени Тараса Шевченко.
В 1943 году Григорию Васильевичу было присвоено звание Народного артиста Украинской ССР.
В театре имени Т. Шевченко в Днепропетровске актёр работал со дня его основания и до конца своей творческой деятельности. За то время создал сотни образов. Считается мастером эпизода.
Скончался 11 апреля 1961 года. Похоронен на Запорожском кладбище города Днепра.

### Семья
Племянником Григорию Мариничу приходился Заслуженный деятель искусств Белоруссии живописец Иван Семёнович Дмухайло (1914—2007).

## Мемуары
- Маринич Г. Марко Лукич Кропивницький // Збірник статей, спогадів і матеріалів. — Киев: Мистецтво, 1955.
- Маринич Г. Спогади про Івана Тобілевича. — Радянське мистецтво, 1945.
- Маринич Григорій. Про Дмитра Яворницького// Іван Шаповал. Козацький батько / Кривий Ріг, 1998. — С. 102—104.

## Награды
- Медаль «За храбрость»;
- Народный артист УССР (1943).